# 阿爾察赫武裝部隊
阿爾察赫武裝部隊是隸屬於阿尔察赫共和国的國防部隊。该部队成立于1992年。阿爾察赫武裝部隊的成立目的是保护位於阿尔察赫共和国的亚美尼亚人免受阿塞拜疆武装力量的攻击。阿爾察赫武裝部隊的規模大約為2万名官兵。2020年納戈爾諾-卡拉巴赫戰爭期間，阿爾察赫武裝部隊與阿塞拜疆武装力量作战。2023年纳戈尔诺-卡拉巴赫冲突后，作为阿塞拜疆的停火条件之一，该部队于2023年9月20日解散。